# Akihito
Akihito (лат.) — род лучепёрых рыб из семейства Oxudercidae. Род назван в честь японского императора Акихито, известного своим интересом к ихтиологии и автора нескольких десятков научных публикаций. Максимальная длина тела от 4,1 до 6 см.

## Распространение
Океания, Вануату. Ручьи и мелкие водоёмы; окрестные морские прибрежные воды.

## Классификация
В составе рода выделяют два вида:
- Akihito futuna Keith, Marquet & Watson, 2008
- Akihito vanuatu Watson, Keith & Marquet, 2007